# 安德罗斯·基普里亚努
安德罗斯·基普里亚努（希臘語：Άνδρος Κυπριανού；1955年10月26日—）是一名塞浦路斯政治家。2009年—2021年，他担任劳动人民进步党总书记。